# While Your Lips Are Still Red
"While Your Lips Are Still Red" là bài hát do Tuomas Holopainen và Marco Hietala của ban nhạc Phần Lan Nightwish sáng tác vào năm 2007. Bài hát do Holopainen, Hietala, và Jukka Nevalainen trình bày cho phần kết của bộ phim Lieksa!, một bộ phim của đạo diễn người Phần Lan Markku Pölönen. Bài hát nằm trong đĩa đơn Amaranth của Nightwish, đã được phát hành vào ngày 22 tháng 8 năm 2007 với vai trò là đĩa đơn trong album thứ sáu mang tên Dark Passion Play.
Cụm từ kiss while your lips are still red (hãy hôn khi làn môi vẫn còn đỏ thắm) được sử dụng xuyên suốt bài hát ám chỉ sắc màu đôi môi của con người cũng sẽ nhanh chóng phôi phai như khi người ta chết. Cụm từ chỉ đơn giản đánh tiếng hãy hôn đi ngay khi bạn còn có thể hay hãy tận hưởng tình yêu khi bạn vẫn có thể.
Video clip chính thức của bài hát có trích một đoạn từ bộ phim Lieksa!, Hietala hát và Holopainen bè sau. Video clip của bài hát đã được phát hành trên trang YouTube vào ngày 14 tháng 6 năm 2007.
"While Your Lips Are Still Red" không chính thức là bài hát của nhóm Nightwish, nhưng Holopainen cũng tuyên bố rằng anh không hài lòng khi các bản phát hành chỉ ghi tên anh. Trang mạng của nhóm đã tuyên bố rõ rằng bài hát được viết bởi Tuomas Holopainen kiêm keyboard, Marco Hietala hát chính và Jukka Nevalainen đánh trống. ngoài ra bài hát không có thêm bất kỳ tay guitar hay nữ ca sĩ nào. Video clip chỉ ghi tên Holopainen và Hietala, không ghi tên Nevalainen. Những tiếng thì thầm được thể hiện bởi Tuomas Holopainen.

## Video
MV chính thức của bài hát có chứa các clip từ bộ phim Lieksa!, Hietala hát, và Holopainen đi bộ phía sau. Video đã được phát hành trên YouTube vào ngày 14 tháng 6 năm 2007. Ngày 26 tháng 3 năm 2015, video được đăng tải lại một lần nữa.

## Thể hiện
- Marco Hietala - soạn nhạc, hát, acoustic bass guitar
- Tuomas Holopainen - soạn nhạc, viết lời, keyboard, hát đệm
- Jukka Nevalainen - trống, bộ gõ

## Đánh giá và bình luận
- 'While Your Lips Are Still Red – Nightwish' Lưu trữ ngày 15 tháng 7 năm 2019 tại Wayback Machine Song Review on Stray Poetry